# لارنس بندر
لارنس بندر (به انگلیسی: Lawrence Bender) (زاده ۱۷ اکتبر ۱۹۵۷ میلادی) تهیه‌کننده یهودی‌تبار آمریکایی است. او تهیه‌کنندگی تمام فیلم‌های تارانتینو را به غیر از جنگوی زنجیربریده و ضد مرگ بر عهده داشته‌است.